# (14163) Johnchapman
(14163) Johnchapman est un astéroïde de la ceinture principale.

## Description
(14163) Johnchapman est un astéroïde de la ceinture principale. Il fut découvert le 13 octobre 1998 à Kitt Peak par le projet Spacewatch. Il présente une orbite caractérisée par un demi-grand axe de 2,88 UA, une excentricité de 0,08 et une inclinaison de 0,8° par rapport à l'écliptique.

## Compléments